# José Carrascal Llorca
José Carrascal Llorca (Valdelaguna, Madrid, 14 de desembre de 1877 - Devesa del Saler, Parc Natural de l'Albufera de València, 28 d'octubre de 1936 va ser capità de la marina mercant, pràctic dels ports de València, Gandia i Barcelona, i víctima de la guerra civil espanyola.

## Biografia
José Carrascal Lorca de Mateu Carrscal Cano (1839-) i Angela Llorca Perez va néixer a Valdelaguna el 1877 on el seu pare Mateu exercia de mestre. José tenia 3 germans, Manuela Carrsacal (1882-1969) que va ser exiliada de la Guerra Civil espanyola, Mateu Carrascal (1869-) franquista i Maria Carrascal.
Jose es va cas el 2 de desembre de 1908 a L'Escala Girona, amb Mariana Màxima Esquirol Pradis amb qui va tenir 3 fills. la més gran Angeles Carrascal Esquirol, nascuda el 1910, després el 1911 van tenir el segon fill, Antonio Carrascal i Marina Carascal el 1916.

### S.S. Stanfield Nizta
El 25 de juliol de 1916 el vaixell de càrrega mercant S.S.Stanfield Nizta de bandera anglesa sobre les 23.30 es va enfonsar prop d'Illes Formigues donada l'hora de l'accident, la data oficial del naufragi es va donar per al dia 26 i això va succeir quan el SS-Stanfield havia passat per la costa de Cartagena; Es diu, i segons versions, que va ser albirat i enfonsat a unes 6 milles.
Els 29 tripulants van sortir il·lesos del sinistre, en els pots salvavides, van ser rescatats posteriorment per la tripulació del vapor Alba al comandament del capità José Carrascal Llorca que van ser testimonis a certa distància de l'incident.

## Mort
Jose va ser jutjat en el REGISTRE CIVIL: Jutjat núm. 4 València després empresonat a l'octubre de 1936. El dia 28 d'octubre de 1936 al voltant de les 7 del matí va ser afusellat en Devesa del Saler en el País Valencià per les forces armades republicanes.
Va ser enterrat a València.